# Ilo (Peru)
Ilo ist eine Hafenstadt im Süden Perus. Die Hauptstadt der Provinz Ilo liegt in der Region Moquegua. In Ilo leben 66.118 Einwohner (Stand: Oktober 2017). 10 Jahre zuvor lag die Einwohnerzahl bei 63.030.

## Ortslage und Stadtbild
Ilo liegt am Pazifik, 1.080 Kilometer südöstlich der peruanischen Hauptstadt Lima, und ist an die wichtige Fernverkehrsstraße Panamericana angebunden. Es besteht aus sieben Stadtteilen:
- El Puerto
- Villa del Mar
- Ciudad Nueva
- Miramar
- Marítimos
- Alto Ilo
- Pampa Inalámbrica

El Puerto ist das wirtschaftliche Zentrum Ilos, wo sich die meisten Märkte, Geschäfte, Hotels und Restaurants befinden. Ciudad Nueva ist eine ehemalige Siedlung, in der die Beschäftigten der Southern Copper untergebracht waren. Die Wohnungen sind aber mittlerweile in Privatbesitz übergegangen. Alto Ilo und die Pampa Inalámbrica sind das Resultat einer wachsenden Zuwanderung, hauptsächlich aus dem ländlichen Umland und der peruanischen Andenregion, der Sierra. Vor allem die Pampa Inalámbrica hat seit den 2000er-Jahren enormen Zulauf bekommen und ist mittlerweile sowohl nach Einwohnerzahl als auch nach Fläche der größte Stadtteil.

## Wirtschaft
Die Wirtschaft Ilos ist stark vom Bergbau geprägt.  Der wichtigste Arbeitgeber ist Southern Copper, welche nördlich der Stadt eine Schmelzhütte und eine Raffinerie betreibt. Diese werden über eine eigene Bahnstrecke von den Tagebauen Toquepala und Cuajone mit Kupfererz beliefert. Das reine Kupfer wird dann über den Hafen umgeschlagen und verschifft.
Neben dem Bergbau ist die Fischerei (hauptsächlich Sardellen) und die weiterverarbeitende Industrie (vor allem Fischmehl) bedeutend.

## Verkehr
Der Hafen von Ilo ist ein wichtiger Verkehrsknotenpunkt.
Die Stadt hatte mit der Bahnstrecke Ilo–Moquegua eine Eisenbahnverbindung nach Moquegua, der Hauptstadt der Region. Die Strecke wurde 1964 stillgelegt. Seit 1958 verbindet die Bahnstrecke Ilo–Toquepala den Hafen und die Verhüttungsanlagen in Ilo mit dem Kupferbergbau in Toquepala und seit 1975 auch mit dem Kupferbergwerk in Cuajone. Die geplante südamerikanische Transkontinentalbahn soll das brasilianische Santos am Atlantik mit Ilo verbinden.
Die im Bau befindliche transozeanische Verbindungsstraße Transoceánica führt von São Paulo in Brasilien über den brasilianischen Bundesstaat Acre bis nach Ilo.
Südlich der Stadt befindet sich der Flughafen (IATA-Code ILQ), der mehrmals wöchentlich von der LATAM Perú angeflogen wird und Ilo mit der Hauptstadt Lima verbindet.

## Sonstige Infrastruktur
In der Stadt befindet sich das Stadion Mariscal Domingo Nieto.

## Sehenswürdigkeiten
Zu den Sehenswürdigkeiten der Stadt gehören:
- Kirche San Jerónimo, 1871
- Glorieta José Gálvez, 1915
- Staatliche Pier, aus dem 19. Jahrhundert

## Ozeanhafen für Bolivien
In einem Vertrag aus dem Jahre 1992 haben sich Peru und Bolivien darüber verständigt, dass Bolivien einen 5 Kilometer langen Küstenabschnitt nahe Ilo als Hafen nutzen kann. Dieser nicht souveräne Zugang zum Pazifik für 99 Jahre sollte es laut einer Vereinbarung der Präsidenten beider Länder vom Oktober 2010 möglich machen, dass Bolivien sich als Nation am Pazifischen Ozean bezeichnen kann. Peru will dem Nachbarland Hafeneinrichtungen zur Verfügung stellen und einen freien Zugang für Ein- und Ausfuhren ermöglichen.